# ويليام ستيوارت (عداء سريع)
ويليام ستيوارت (بالإنجليزية: William Stewart)‏ هو عداء سريع أسترالي، ولد في 2 أكتوبر 1889 في تاسمانيا في أستراليا، وتوفي في 29 أبريل 1958.

## وصلات خارجية
- ويليام ستيوارت عل موقع إسبنسكروم (الإنجليزية)
- ويليام ستيوارت على موقع أوليمبيديا (الإنجليزية)